# Crystal (budova)
Crystal je výšková budova nacházející v ulici Vinohradské v Praze nedaleko Paláce Vinohrady.

## Popis budovy
Má 14 nadzemních podlaží, 4 podzemní, výšku 60 m a byla stavěna v letech 2013-2015 podle návrhu studia Ateliér 15 pod vedením Libora Hrdouška a Radka Lampy. Crystal má čistě kancelářské využití a jejím investorem byla firma GES REAL. Na stavbě nejvíc upoutá pozornost její vzhled, ten má vyobrazovat dva krystaly. Budova je v současnosti (2021) ve vlastnictví nemovitostního holdingu Českomoravská Nemovitostní a.s.
Budova Crystal spadá do třídy A a obdržela certifikaci BREEAM – EXCELLENT. Mezi její největší nájemce patří Zdravotní pojišťovna ministerstva vnitra ČR a Všeobecná zdravotní pojišťovna České republiky.

## Zajímavosti
Stavba Crystalu spotřebovala 1 125 m³ betonu, 150 km slaboproudých kabelů a 90 km silnoproudých kabelů.[zdroj?] Celkové bylo pro šestnáct metrů hluboké základy vykopáno 24 000 m³ zeminy.[zdroj?] Plocha fasády činí 6 000 m² (z toho 2 800 tvoří okna) a do podzemních podlaží se vejde 124 aut. Do budovy samotné by se vešlo 790 osob.[zdroj?]